# 克里希迪斯灣
62°28′38.2″S 60°09′13.5″W / 62.477278°S 60.153750°W

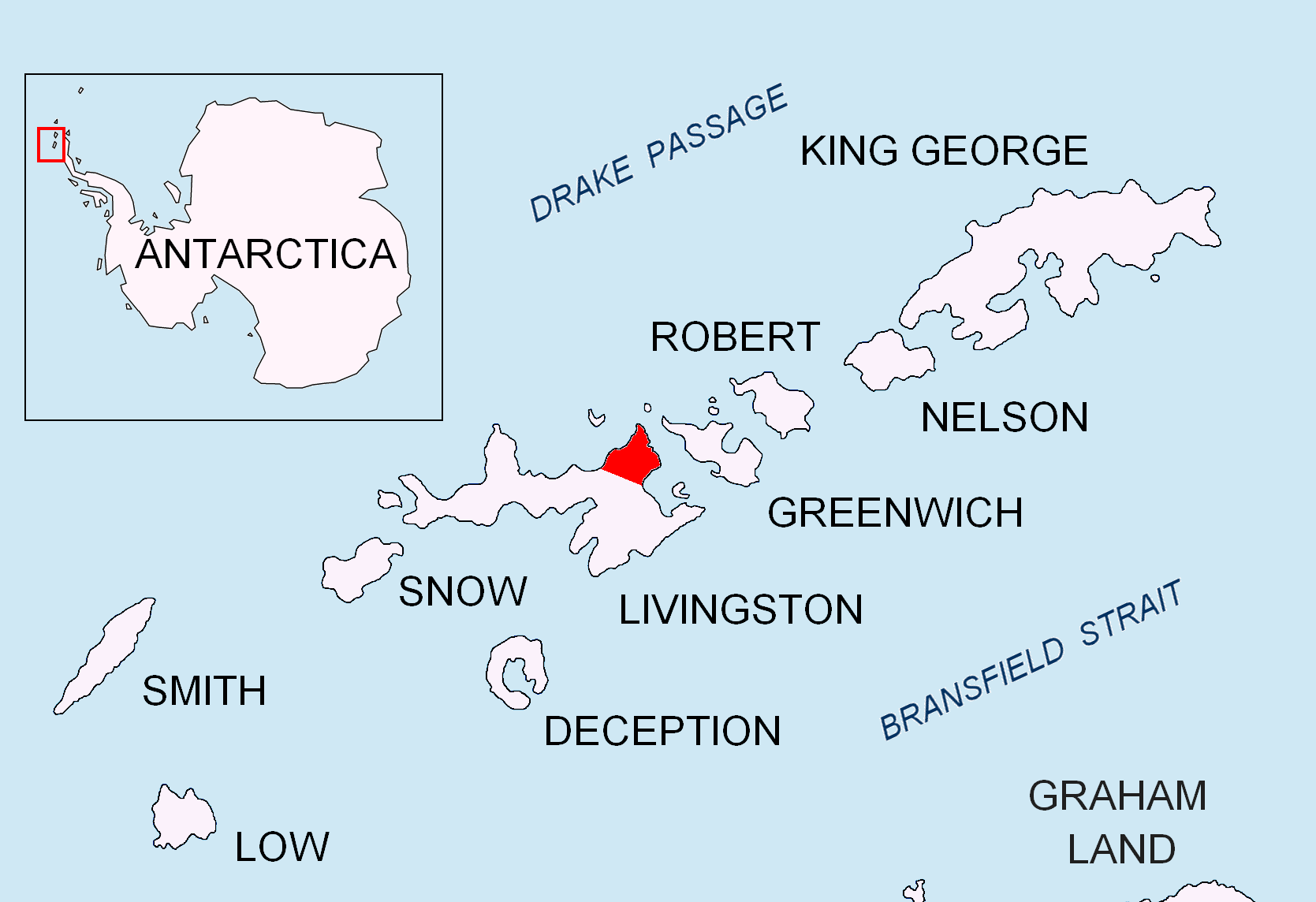

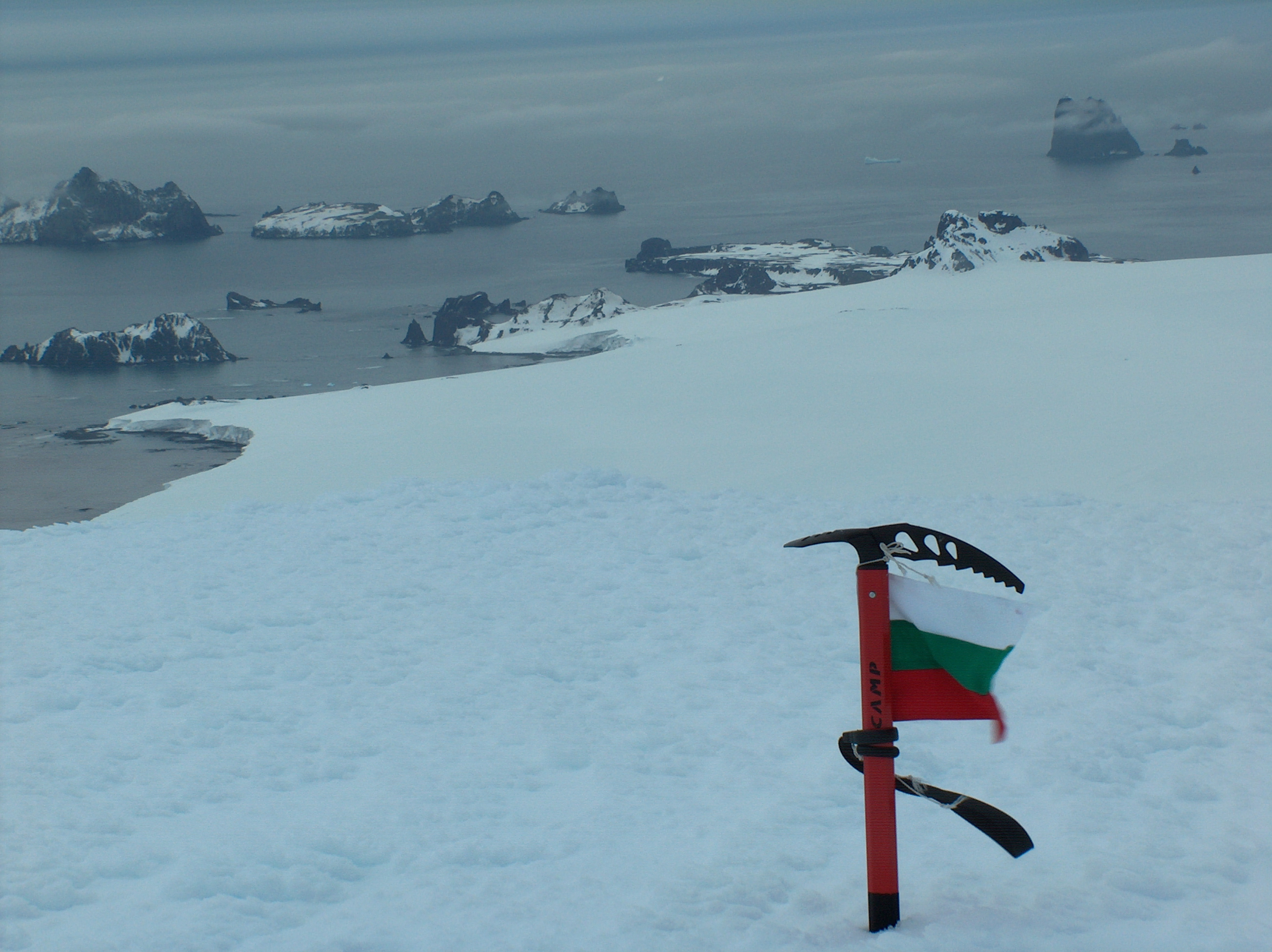

克里希迪斯灣（Charybdis Cove），是南極洲的海灣，位於南設得蘭群島的利文斯頓島西北面，處於西丁斯角東北面16.25公里和威廉斯角西南面2.92公里，長0.58公里、寬1.2公里，現時由南極條約體系管理。